# Micronúcleo
Micronúcleo é o resultado de uma mutação a nível cromossômico, ou seja a fragmentação deste cromossomo, no qual gera a formação de um pequeno núcleo ao lado do núcleo original da célula. O nome dado, micronúcleo, é devido a sua morfologia e composição parecida com o núcleo normal da célula, que após sofrer esta mutação, no processo de mitose, gera células filhas com dois núcleos, um normal e outro pequeno (micronúcleo) que é dotado de fragmentos dos cromossomos que sofreram a mutação. Como marcador genético
o micronúcleo é utilizado para verificar se há mutação nos indivíduos e se esta mutação é capaz de fragmentar o cromossomo. 

## Estruturas cromossômicas
Micronúcleo pode designar as estruturas celulares que resultam de cromossomos inteiros ou fragmentos destes, que resultam do processo de divisão celular e, assim, não são incluídos no núcleo da célula-filha, permanecendo entretanto no citoplasma das células interfásicas.
No processo de telófase esses resquícios de cromossomo podem se fundir com o núcleo principal ou ainda formar núcleos "secundários".

## Aplicações da técnica de micronúcleo
A técnica de micronúcleos é muito utilizada em trabalhos que visam a avaliação tóxica de alguma substância. Os micronúcleos são objetos de estudo principalmente da área de mutagênese/genética, mas também tem seu lugar na farmacologia moderna. A preocupação com as possíveis mutações causadas por inúmeras substâncias, fez com que essa técnica tenha uma enorme consolidação no meio cientifico/acadêmico, por ter um custo de execução bem acessível, se comparado a outras técnicas que se obtém os mesmos resultados.
Esta técnica tem como característica, o encontro da presença de mutação nos indivíduos estudados, e de conseguir designar o potencial mutagênico da substância que teve contato com estes indivíduos. 

## Organelo
É, ainda, o nome que se dá, nos protozoários ciliados, como o paramécio, aos pequenos núcleos que, no processo de reprodução, dividem-se por mitose e por conjugação fundem-se reciprocamente, formando um núcleo zigoto e dando origem ao macronúcleo e aos micronúcleos dos indivíduos formados no próximo ciclo de fissão.